# Cinéma Bellecombe
Le Cinéma Bellecombe est un cinéma du 6e arrondissement de la ville de Lyon, en France.

## Description
Il est situé au numéro 61 rue d'Inkermann, à la limite de Lyon et Villeurbanne.
Ce cinéma est composé d'une seule salle de 260 places.
L'infrastructure est la propriété de la paroisse voisine, la gestion de la salle est associative. Les projections sont parfois suivies de débats. Ce cinéma a été comparé à la salle de Cinema Paradiso.

## Historique
Il est créé en 1935 dans ce qui était alors un théâtre. Il est équipé en numérique depuis 2012.